# Musée des Arts Décoratifs (Parijs)
Het Musée des Arts Décoratifs is een Frans museum voor toegepaste kunst en design.
Het museum werd 29 mei 1905 geopend in de westelijke vleugel van het Louvre. Het museum heeft een collectie van ongeveer 150.000 voorwerpen, waarvan 6000 worden gepresenteerd aan het publiek. Zij is onderverdeeld in vijf chronologische afdelingen (onder andere middeleeuwen, Art Nouveau, Art deco, Hedendaags) en vijf thematische afdelingen (grafiek, sieraden, speelgoed, behang en glas).